# Guerino di Domfront
Guerino di Domfront, Guerin, Warin in francese, Guerí in catalano e Guarnarius o Werisius in latino (990 c. – 1026), è stato un nobile normanno, Signore di Bellême e Domfront fino alla sua morte. Egli è discendente della famiglia nobile Le Riche e della Signoria di Bellême.

## Biografia
Guerisius signore di Domfront era figlio di Guglielmo I di Bellême (figlio di Yves 940 c. – 1011 c.) e Matilde di Condé-sur-Noireau. Sposa Melisenda di Chateaudun, elencato come primogenito da Guglielmo di Jumièges, fratello di Yves, vescovo di Séez.
Nel 1010 Guglielmo I di Bellême, costruì nella città di Domfront il primo castello, formato da "quattro grandi torri con dei fossati profondi scavati nella roccia".
Sua figlia Adele/Adelise sposa Rotrou II di Perche figlio di Geoffroy di Perche (Signori di Gallardon), visconte di Châteaudun e Helvise.
Alla morte di Goffredo II, suo figlio maggiore Ugo divenne visconte di Châteaudun, mentre Rotrou probabilmente ereditò gli interessi familiari intorno a Nogent-le-Rotrou. Dopo la morte del fratello, concentrò le terre di famiglia e, alla fine degli anni 1050, fu conte, con un centro di potere intorno a Mortagne. Questi domini settentrionali probabilmente gli vennero da sua moglie, Adelise de Domfront, come parte di un insediamento che divise l'eredità Bellême tra sua cugina Mabel, moglie di Roger de Montgomery, e Adelise. Erano nipoti di Guerino; Mabel di Bellême che sposa Ruggero di Montgommery-Mongomery (la figlia Aimeria sposa Werinus di Metz capostipite della famiglia nobile Fitz-Warin), Margherita di Navarra (che sposa Guglielmo I discendente della famiglia Altavilla-Guarino cancelliere), Stefano di Perche (1140-1169), fu arcivescovo di Palermo e cancelliere di Sicilia.
Morto in circostanze misteriose; secondo il Extrait de la Chronique Manuscrite de Normandie.

## Discendenza
Sposo Melisenda di Chateaudun, ebbe una figlia:
- Adelise de Bellème, De Mortagne[21]

da Mistress of Warin de Bellême ebbe:
- Raoul de Bellême[22] figlio di Warinus e Mistress of Warin de Bellême[23]

Da Warinus di Domfront discende Guerrisius Le Riche o Guerrisi di Chartres, citato nel 1060 e 1090, e il giudice Guerrisi di Dragonara, citato nel Codice diplomatico del Regno di Carlo I e II d’Angio Contea di Tricarico.